# Иванов, Александр Степанович (Герой Советского Союза)
Александр Степанович Иванов (22 ноября 1919, дер. Коровкино, Псковская губерния — 4 мая 1986, Псков) — Герой Советского Союза, лётчик-наблюдатель 10-го отдельного разведывательного авиационного полка (1-я воздушная армия, 3-й Белорусский фронт), старший лейтенант.

## Биография
Родился 22 ноября 1919 года в деревне Коровкино (ныне Палкинского района Псковской области) в семье русских крестьян.
Жил в Пскове. В 1939 году окончил землеустроительный техникум.
В Красной Армии с 1939 года. В 1941 году окончил Челябинское военно-авиационное училище лётчиков-наблюдателей.
Участник Великой Отечественной войны с июня 1941 года. Воевал на Юго-Западном, Южном, Западном и 3-м Белорусском фронтах. В 1942 году вступил в ВКП(б). В Восточной Пруссии только за один месяц сфотографировал около 4 тысяч квадратных километров вражеской обороны и произвёл более 100 вылетов на разведку военных объектов противника.
К апрелю 1945 года старший лейтенант Иванов совершил 264 боевых вылета, из них 150 вылетов на дальнюю и ближнюю разведку оборонительных рубежей, аэродромов, скоплений войск и железнодорожных перевозок противника. В воздушных боях лично сбил 5 самолётов. В марте 1945 был тяжело ранен.
После войны продолжил службу в армии. С 1956 капитан Иванов — в запасе. Жил в Пскове, работал начальником сектора статистического управления облисполкома. В 1970 окончил Ленинградский сельскохозяйственный институт.
Умер 4 мая 1986 года. Похоронен на Орлецовском кладбище Пскова (участок почётных захоронений).

## Награды
- Указом Президиума Верховного Совета СССР от 29 июня 1945 года за образцовое выполнение заданий командования и проявленные мужество и героизм в боях с немецко-фашистскими захватчиками старшему лейтенанту Иванову Александру Степановичу присвоено звание Героя Советского Союза с вручением ордена Ленина и медали «Золотая Звезда» (№ 8763).
- Награждён также двумя орденами Красного Знамени, двумя орденами Отечественной войны 1-й степени, орденом Отечественной войны 2-й степени, двумя орденами Красной Звезды, медалями.